# Campeonato Europeo de Remo de 2009
El III Campeonato Europeo de Remo se celebró en Brest (Bielorrusia) entre el 18 y el 20 de septiembre de 2009 bajo la organización de la Federación Internacional de Sociedades de Remo (FISA) y la Federación Bielorrusa de Remo.
Las competiciones se realizaron en el canal de remo ubicado a un costado del río Mujavets, al sur de la ciudad bielorrusa.

## Medallistas

### Masculino
| Evento                                 | Oro | Plata | Bronce |
| -------------------------------------- | --- | --- | --- |
| Scull individual M1X (20.09)           | Mindaugas Griškonis · Lituania · 7:03,05 | Ioannis Jristu · Grecia · 7:06,61 | Mario Vekić · Croacia · 7:08,64 |
| Doble scull M2X (20.09)                | Allar Raja Kaspar Taimsoo Estonia 6:28,82 | André Vonarburg · Florian Stofer · Suiza · 6:30,87 | Marko Marjanović Dušan Bogičević Serbia 6:36,85 |
| Cuatro scull M4X (20.09)               | Hennadi Zajarchenko · Volodymyr Pavlovsky · Kostiantyn Zaitsev · Serhi Hryn · Ucrania · 5:53,12                                                                                                | Valeri Radzevich · Kiryl Lemiashkevich · Stanislau Shcharbachenia · Dzianis Mihal · Bielorrusia · 5:54,44                                                                                 | Arnold Sobczak · Piotr Licznerski · Michał Słoma · Wiktor Chabel · Polonia · 5:55,09                                                                                          |
| Dos sin timonel M2- (20.09)            | Apóstolos Guntulas · Nikólaos Guntulas · Grecia · 6:45,08 | Nikola Stojić Goran Jagar Serbia 6:48,53 | Laurent Cadot Jean-David Bernard Francia 6:52,34 |
| Cuatro sin timonel M4- (20.09)         | Ioannis Tsamis · Steryos Papajristos · Yeoryos Tzialas · Pavlos Gavriilidis · Grecia · 6:06,84                                                                                                 | Jan Gruber · Jakub Makovička · Milan Bruncvík · Michal Horváth · República Checa · 6:07,45                                                                                                | Pedro Rodríguez Aragón · Pau Vela Maggi · Marcelino García Cortés · Noé Guzmán del Castillo · España · 6:09,74                                                                |
| Ocho con timonel M8+ (20.09)           | Patryk Brzeziński · Jarosław Godek · Michał Szpakowski · Krystian Aranowski · Piotr Hojka · Marcin Brzeziński · Wojciech Gutorski · Mikołaj Burda · Daniel Trojanowski (t) · Polonia · 5:43,80 | Andri Pryveda · Serhi Bazyliev · Anton Joliaznykov · Valentyn Kletskoi · Andri Yakymchuk · Dmytro Prokopenko · Andri Shpak · Serhi Chykanov · Olexandr Konovaliuk (t) · Ucrania · 5:45,66 | Julien Desprès Adrien Hardy Pierre-Jean Peltier Jean-Baptiste Macquet Germain Chardin Benjamin Rondeau Sébastien Lenté Dorian Mortelette Benjamin Manceau (t) Francia 5:47,50 |
| Doble scull ligero LM2X (20.09)        | Dimitrios Muyos · Vasileios Polymeros · Grecia · 6:28,21 | Lorenzo Bertini · Elia Luini · Italia · 6:31,45 | Pierre-Étienne Pollez Maxime Goisset Francia 6:33,86 |
| Cuatro sin timonel ligero LM4- (20.09) | Jean-Christophe Bette Fabien Tilliet Franck Solforosi Fabrice Moreau Francia 6:04,85 | Matthias Schömann-Finck · Jost Schömann-Finck · Jochen Kühner · Martin Kühner · Alemania · 6:05,56                                                                                        | Nemanja Nešić Miloš Stanojević Nenad Babović Miloš Tomić Serbia 6:06,88 |

### Femenino
| Evento                          | Oro | Plata | Bronce |
| ------------------------------- | --- | --- | --- |
| Scull individual W1X (20.09)    | Yekaterina Karsten · Bielorrusia · 7:40,02 | Miroslava Knapková · República Checa · 7:43,79 | Yuliya Levina · Rusia · 7:51,15 |
| Doble scull W2X (20.09)         | Laura Schiavone · Gabriella Bascelli · Italia · 7:07,96 | Jitka Antošová · Lenka Antošová · República Checa · 7:08,52 | Agata Gramatyka · Natalia Madaj · Polonia · 7:13,42 |
| Cuatro scull W4X (20.09)        | Svitlana Spiriujova · Tetiana Kolesnikova · Anastasiya Kozhenkova · Yana Dementieva · Ucrania · 6:30,90                                                                                    | Erika Bello · Gabriella Bascelli · Laura Schiavone · Elisabetta Sancassani · Italia · 6:38,87 | Anca Luchian · Irina Dorneanu · Andreea Boghian · Cristina Grigoraș · Rumania · 6:44,14                                                                                               |
| Dos sin timonel W2- (20.09)     | Camelia Lupașcu · Nicoleta Albu · Rumania · 7:27,28 | Maiya Zhuchkova · Alevtina Podviazkina · Rusia · 7:30,84 | Sonja Kešerac · Maja Anić · Croacia · 7:38,03 |
| Ocho con timonel W8+ (20.09)    | Roxana Cogianu · Ionelia Neacșu · Maria Diana Bursuc · Ioana Crăciun · Adelina Cojocariu · Cristina Ilie · Camelia Lupașcu · Enikő Barabás · Talida-Teodora Gîdoiu (t) · Rumania · 6:21,52 | Nadzeya Belskaya · Natalia Koshal · Natalia Haurylenka · Volha Plashkova · Nina Bondarava · Hanna Najayeva · Volha Shcharbachenia · Zinaida Kliuchynskaya · Yaraslava Paulovich (t) · Bielorrusia · 6:26,02 | Tetiana Dudyk · Hanna Kutsenko · Nataliya Huba · Olena Buriak · Hanna Kravchenko · Svitlana Novichenko · Olha Hurkovska · Kateryna Tarasenko · Hanna Novikova (t) · Ucrania · 6:32,58 |
| Doble scull ligero LW2X (20.09) | Jristina Yazitzidu · Alexandra Tsiavu · Grecia · 7:15,26 | Magdalena Kemnitz · Agnieszka Renc · Polonia · 7:19,69 | Stefanie Borzacchini · Michaela Taupe-Traer · Austria · 7:23,84 |